# Billy Burns
William Lawrie Burns, detto Billy (East Oxford, 24 marzo 1875 – Winnipeg, 6 ottobre 1953), è stato un giocatore di lacrosse canadese, vincitore di una medaglia d'oro nel lacrosse maschile a squadre ai Giochi della III Olimpiade.

## Palmarès
In carriera ha conseguito i seguenti risultati:
- Giochi olimpici

Saint Louis 1904: oro nel lacrosse maschile a squadre.